# Associação das Universidades Africanas
A Associação das Universidades Africanas (em inglês:  Association of African Universities, em francês:  Association des universités africaines, em árabe: اتحاد الجامعات الأفريقية) é uma organização não governamental internacional, situada em Acra, no Gana. Foi fundada a 12 de novembro de 1967, no âmbito da conferência das universidades africanas em Rabat, Marrocos. O seu atual secretário-geral é Étienne Éhouan Éhilé.
Em maio de 2017, a organização englobava trezentas e sessenta e sete universidades associadas.